# Bahnstrecke Schifferstadt–Wörth
| |                      |                                                  |                                                  |
| Streckennummer: | 3400                 |                                                  |                                                  |
| Kursbuchstrecke (DB): | 677                  |                                                  |                                                  |
| Kursbuchstrecke: | 282a (1946)          |                                                  |                                                  |
| Streckenlänge: | 49,9 km              |                                                  |                                                  |
| Spurweite: | 1435 mm (Normalspur) |                                                  |                                                  |
| Streckenklasse: | D4                   |                                                  |                                                  |
| Stromsystem: | 15 kV, 16,7 Hz ~     |                                                  |                                                  |
| Maximale Neigung: | <10 ‰                |                                                  |                                                  |
| Streckengeschwindigkeit: | 140 km/h             |                                                  |                                                  |
| Zweigleisigkeit: | (durchgehend)        |                                                  |                                                  |
| |                      |                                                  |                                                  |
| \| \| \| von Ludwigshafen (Rhein) \| \| \| \| 0,000 \| Schifferstadt \| Schifferstadt \| \| \| \| nach Neustadt (Weinstr.) \| \| \| \| 2,314 \| Schifferstadt Süd \| Schifferstadt Süd \| \| \| 2,710 \| Schifferstadt Gemeinde (Awanst) \| Schifferstadt Gemeinde (Awanst) \| \| \| 7,780 \| Speyer Nord-West \| Speyer Nord-West \| \| \| \| Hafenbahn, früher von Heidelberg \| \| \| \| \| Speyerbach \| \| \| \| 9,075 \| Speyer Hbf \| Speyer Hbf \| \| \| 10,200 \| Speyer Süd (geplant) \| Speyer Süd (geplant) \| \| \| \| nach Heidelberg (1938–45) \| \| \| \| 12,740 \| Berghausen (Pfalz) \| Berghausen (Pfalz) \| \| \| 14,147 \| Heiligenstein (Pfalz) \| Heiligenstein (Pfalz) \| \| \| 19,120 \| Lingenfeld \| Lingenfeld \| \| \| \| von Landau (Pfalz) \| \| \| \| 22,524 \| Germersheim \| Germersheim \| \| \| \| \| \| \| \| \| Industriegleis zum Hafen \| \| \| \| \| Queich \| \| \| \| 23,926 \| Germersheim Mitte/Rhein \| Germersheim Mitte/Rhein \| \| \| \| nach Graben-Neudorf \| \| \| \| \| \| \| \| \| 25,400 \| Germersheim Bundeswehr-Depot (Awanst) \| Germersheim Bundeswehr-Depot (Awanst) \| \| \| 25,569 \| Germersheim Süd/Nolte \| Germersheim Süd/Nolte \| \| \| 27,518 \| Sondernheim \| Sondernheim \| \| \| \| Industriegleis vom ehem. amerik. Treibstofflager \| \| \| \| 32,486 \| Bellheim Am Mühlbuckel \| Bellheim Am Mühlbuckel \| \| \| 33,015 \| Bellheim Bahnhof \| Bellheim Bahnhof \| \| \| 36,236 \| Rülzheim Bahnhof \| Rülzheim Bahnhof \| \| \| 36,500 \| Rülzheim \| Rülzheim \| \| \| \| Klingbach \| \| \| \| 37,628 \| Rülzheim Freizeitzentrum \| Rülzheim Freizeitzentrum \| \| \| \| Rottenbach \| \| \| \| 41,175 \| Rheinzabern Bahnhof \| Rheinzabern Bahnhof \| \| \| 41,783 \| Rheinzabern Rappengasse \| Rheinzabern Rappengasse \| \| \| 42,335 \| Rheinzabern Alte Römerstraße \| Rheinzabern Alte Römerstraße \| \| \| 44,306 \| Jockgrim Bahnhof \| Jockgrim Bahnhof \| \| \| 47,600 \| ehem. Rbd-Grenze \| ehem. Rbd-Grenze \| \| \| 48,728 \| Wörth (Rhein) Zügelstraße \| Wörth (Rhein) Zügelstraße \| \| \| \| von Landau (Pfalz) \| \| \| \| \| von Wörth Badepark \| \| \| \| 49,900 \| Wörth (Rhein) \| Wörth (Rhein) \| \| \| \| nach Karlsruhe \| \| \| \| \| nach Strasbourg \| \| |                      |                                                  |                                                  |
| |                      | von Ludwigshafen (Rhein)                         |                                                  |
| Bahnhof | 0,000                | Schifferstadt                                    | Schifferstadt                                    |
| Abzweig geradeaus und nach rechts |                      | nach Neustadt (Weinstr.)                         | nach Neustadt (Weinstr.)                         |
| Haltepunkt / Haltestelle | 2,314                | Schifferstadt Süd                                | Schifferstadt Süd                                |
| Blockstelle | 2,710                | Schifferstadt Gemeinde (Awanst)                  | Schifferstadt Gemeinde (Awanst)                  |
| Haltepunkt / Haltestelle | 7,780                | Speyer Nord-West                                 | Speyer Nord-West                                 |
| Abzweig geradeaus und von links |                      | Hafenbahn, früher von Heidelberg                 | Hafenbahn, früher von Heidelberg                 |
| Brücke über Wasserlauf |                      | Speyerbach                                       | Speyerbach                                       |
| Bahnhof | 9,075                | Speyer Hbf                                       | Speyer Hbf                                       |
| ehemaliger Haltepunkt / Haltestelle | 10,200               | Speyer Süd (geplant)                             | Speyer Süd (geplant)                             |
| Abzweig geradeaus und ehemals nach links |                      | nach Heidelberg (1938–45)                        | nach Heidelberg (1938–45)                        |
| Haltepunkt / Haltestelle | 12,740               | Berghausen (Pfalz)                               | Berghausen (Pfalz)                               |
| Haltepunkt / Haltestelle | 14,147               | Heiligenstein (Pfalz)                            | Heiligenstein (Pfalz)                            |
| Haltepunkt / Haltestelle | 19,120               | Lingenfeld                                       | Lingenfeld                                       |
| Abzweig geradeaus und ehemals von rechts |                      | von Landau (Pfalz)                               | von Landau (Pfalz)                               |
| Bahnhof | 22,524               | Germersheim                                      | Germersheim                                      |
| Verschwenkung von links · Verschwenkung von rechts |                      |                                                  |                                                  |
| Strecke · Abzweig geradeaus und nach links |                      | Industriegleis zum Hafen                         | Industriegleis zum Hafen                         |
| Brücke über Wasserlauf · Brücke über Wasserlauf |                      | Queich                                           | Queich                                           |
| Haltepunkt / Haltestelle · Haltepunkt / Haltestelle | 23,926               | Germersheim Mitte/Rhein                          | Germersheim Mitte/Rhein                          |
| Strecke · Strecke nach links |                      | nach Graben-Neudorf                              | nach Graben-Neudorf                              |
| Verschwenkung nach links |                      |                                                  |                                                  |
| ehemalige Blockstelle | 25,400               | Germersheim Bundeswehr-Depot (Awanst)            | Germersheim Bundeswehr-Depot (Awanst)            |
| Haltepunkt / Haltestelle | 25,569               | Germersheim Süd/Nolte                            | Germersheim Süd/Nolte                            |
| Haltepunkt / Haltestelle | 27,518               | Sondernheim                                      | Sondernheim                                      |
| Abzweig geradeaus und ehemals von rechts |                      | Industriegleis vom ehem. amerik. Treibstofflager | Industriegleis vom ehem. amerik. Treibstofflager |
| Haltepunkt / Haltestelle | 32,486               | Bellheim Am Mühlbuckel                           | Bellheim Am Mühlbuckel                           |
| Haltepunkt / Haltestelle | 33,015               | Bellheim Bahnhof                                 | Bellheim Bahnhof                                 |
| Haltepunkt / Haltestelle | 36,236               | Rülzheim Bahnhof                                 | Rülzheim Bahnhof                                 |
| ehemaliger Bahnhof | 36,500               | Rülzheim                                         | Rülzheim                                         |
| Brücke über Wasserlauf |                      | Klingbach                                        | Klingbach                                        |
| Haltepunkt / Haltestelle | 37,628               | Rülzheim Freizeitzentrum                         | Rülzheim Freizeitzentrum                         |
| Brücke über Wasserlauf |                      | Rottenbach                                       | Rottenbach                                       |
| Haltepunkt / Haltestelle | 41,175               | Rheinzabern Bahnhof                              | Rheinzabern Bahnhof                              |
| Haltepunkt / Haltestelle | 41,783               | Rheinzabern Rappengasse                          | Rheinzabern Rappengasse                          |
| Haltepunkt / Haltestelle | 42,335               | Rheinzabern Alte Römerstraße                     | Rheinzabern Alte Römerstraße                     |
| Haltepunkt / Haltestelle | 44,306               | Jockgrim Bahnhof                                 | Jockgrim Bahnhof                                 |
| ehemalige Grenze | 47,600               | ehem. Rbd-Grenze                                 | ehem. Rbd-Grenze                                 |
| Haltepunkt / Haltestelle | 48,728               | Wörth (Rhein) Zügelstraße                        | Wörth (Rhein) Zügelstraße                        |
| Abzweig geradeaus und von rechts |                      | von Landau (Pfalz)                               | von Landau (Pfalz)                               |
| Abzweig geradeaus und von rechts |                      | von Wörth Badepark                               | von Wörth Badepark                               |
| Bahnhof | 49,900               | Wörth (Rhein)                                    | Wörth (Rhein)                                    |
| Abzweig geradeaus und nach links |                      | nach Karlsruhe                                   | nach Karlsruhe                                   |
| |                      | nach Strasbourg                                  |                                                  |

Die Bahnstrecke Schifferstadt–Wörth, auch Speyerer Linie genannt, ist eine durchgehend zweigleisige, elektrifizierte Hauptbahn in Rheinland-Pfalz. Sie ist Teil des Liniennetzes der S-Bahn Rhein-Neckar, zudem zwischen Germersheim und Wörth (Rhein) Teil des Liniennetzes der Stadtbahn Karlsruhe.
Der erste Streckenabschnitt zwischen Schifferstadt und Speyer wurde 1847 eröffnet, die Verlängerung bis Germersheim 1864. Die Eröffnung des letzten Abschnittes nach Wörth am Rhein folgte 1876. Von 1906 bis 1914 diente sie dem Fernverkehr, der durch den Ersten Weltkrieg und die anschließende Rückgliederung von Elsaß-Lothringen zum Erliegen kam. Im Zeitraum von 2003 bis 2010 wurde die Strecke elektrifiziert.

## Geschichte

### Anfänge und Entstehung des Abschnitts Schifferstadt–Germersheim
Ursprünglich war geplant gewesen, innerhalb der Pfalz (Bayern) zuerst eine Bahnstrecke in Nord-Süd-Richtung in Betrieb zu nehmen. Jedoch entstand stattdessen zunächst im Zeitraum von 1847 bis 1849 die in Ost-West-Richtung verlaufende Pfälzische Ludwigsbahn von der Rheinschanze (ab 1853: Ludwigshafen) nach Bexbach, die hauptsächlich dem Kohletransport diente. Dabei erwog man anstatt einer Streckenführung zur Rheinschanzinsel, auf der damals lediglich die Stadt Mannheim eine linksrheinische Befestigungsanlage besaß, eine Führung nach Speyer, das damals die pfälzische Hauptstadt war. Diese Alternative wurde fallen gelassen, da bereits damals die Verkehrsströme in Richtung Mannheim tendierten. 1838 wurde jedoch festgelegt, dass Speyer über eine Stichstrecke an die Magistrale angebunden werden sollte.
Die Pfälzische Ludwigsbahn-Gesellschaft eröffnete am 11. Juni 1847 zeitgleich mit dem Ludwigsbahn-Abschnitt Rheinschanze–Neustadt die in Schifferstadt abzweigende Stichstrecke nach Speyer.
In der Folgezeit liefen die Planungen für eine Nord-Süd-Verbindung. Dabei standen zwei Varianten zur Diskussion: Die eine sollte von Neustadt über Landau ins elsässisische Wissembourg und von dort aus weiter nach Strasbourg verlaufen. Die andere sah vor, die Stichstrecke nach Speyer über Germersheim und Lauterbourg bis nach Strasbourg zu führen. Die erste Variante setzte sich durch, da Frankreich zögerte und bei der erstgenannten Variante die damals dichtere Besiedlung der Region sich als Argument gegenüber einer Streckenführung entlang der Rheinebene durchsetzte.
Am 14. März 1864 erfolgte die insgesamt eine Million Gulden kostende Verlängerung der Stichstrecke bis nach Germersheim, nachdem zuvor die dortige Festung einen Weiterbau verzögert hatte.

### Lückenschluss bis nach Wörth und weitere Entwicklung
Noch im selben Jahr trat in Rülzheim ein Komitee zusammen, das für eine Verlängerung der Strecke bis nach Wörth plädierte. Ihm gehörten neben Vertretern aus Rülzheim solche aus Germersheim, Bellheim, Rheinzabern, Wörth und Maxau an. Dabei war zunächst unklar, ob die Stadt Germersheim westlich oder östlich umfahren werden sollte. Erstere Variante wäre länger und teurer ausgefallen. Der Deutsch-Französische Krieg verzögerte jedoch die Realisierung des Projektes.
Die Gemeinde Kandel, die seit 1864 über die Bahnstrecke von Winden nach Karlsruhe angebunden war, forderte eine Streckenführung über ihr Gebiet. Die Direktion der Pfälzischen Eisenbahnen, zu der die Ludwigsbahn-Gesellschaft seit 1870 gehörte, erteilte dem am 20. November 1871 jedoch eine Absage, da eine solche Streckenführung einen Umweg erfordere, der die Bedeutung dieser Magistrale geschwächt hätte. Kandel gab zunächst jedoch noch nicht auf und ließ Denkschriften in ihrem Sinne verfassen. Dennoch setzte sich die Variante über Wörth durch. Diese wurde am 15. März 1874 genehmigt. Der Bau der Strecke verlief ohne größere Probleme, so dass sie am 25. Juli 1876 zusammen mit der Fortführung über Lauterbourg bis nach Strasbourg eröffnet wurde. Anders als beim Abschnitt Schifferstadt–Germersheim wurde der neu eröffnete Streckenabschnitt im Namen und auf Rechnung der Pfälzischen Maximiliansbahn-Gesellschaft betrieben.
Ab 1875 war der Abschnitt Schifferstadt–Speyer, ab 1906 auch die Strecke von Schifferstadt bis nach Lauterbourg zweigleisig befahrbar. Die Schnellzüge von Berlin nach Strasbourg, die bislang über Neustadt und die Pfälzische Maximiliansbahn verkehrten, liefen von nun an über Speyer und Germersheim, da dieser Fahrtweg kürzer war und dafür genügend Kapazität durch das neue Gleis vorhanden war.
Am 1. Januar 1909 ging die Strecke zusammen mit den übrigen innerhalb der Pfalz in das Eigentum der Königlich Bayerischen Staatseisenbahnen über.

### Entwicklung nach dem Ersten Weltkrieg
Nach dem Ersten Weltkrieg fiel Elsaß-Lothringen an Frankreich zurück, womit auch der Fernverkehr auf der Strecke endete, da die neu gegründete Deutsche Reichsbahn die Züge möglichst lange innerhalb des Reichsgebietes führen wollte. Stattdessen befuhren Fernzüge die Rheintalbahn. Die Reichsbahn teilte die Strecke 1922 der Reichsbahndirektion Ludwigshafen zu. Nach deren Auflösung 1936 kam die Strecke mit Ausnahme des Wörther Bahnhofs in die Zuständigkeit der Reichsbahndirektion Mainz. Aus letzterer ging nach dem Zweiten Weltkrieg die Bundesbahndirektion Mainz hervor. 1972 wurde diese ebenfalls aufgelöst, so dass die Strecke bis zur Bahnreform Teil der Bundesbahndirektion Karlsruhe war.
1964 wurde der Streckenabschnitt Schifferstadt–Speyer auf Selbstblock umgestellt, 1971 die Fernmeldefreileitung zwischen Speyer und Germersheim durch ein Fernmeldekabel ersetzt.
Bis 1980 verkehrte ein Eilzugpaar zwischen Strasbourg und Ludwigshafen, das vor allem der Beförderung französischer Militärangehöriger diente. Mit der Einrichtung des S-Bahn-Betriebes zwischen Schifferstadt und Germersheim wurden die Strecke bis Germersheim elektrifiziert und die Bahnhöfe und Haltepunkte modernisiert. Seit Dezember 2010 werden zwischen Germersheim und Wörth sowie weiter nach Karlsruhe Fahrzeuge der Stadtbahn Karlsruhe eingesetzt.
Zwischen Germersheim und Wörth haben die Bahnsteige der bereits vor 2010 existierenden Bahnhöfe abweichend gegenüber sonstigen Stadtbahn-Bahnsteigen im Bereich des Karlsruher Verkehrsverbundes (KVV) eine Länge von 160 m, damit die Pendlerzüge zum BASF-Werk Ludwigshafen dort halten können. Die übliche Bahnsteiglänge für eine Dreifach-Traktion beträgt 120 m. Während der Sommerferien 2007 wurden im kompletten Streckenabschnitt Germersheim–Wörth beide Richtungsgleise inklusive aller Schwellen vollständig ausgetauscht. Aufgrund von Munitionsfunden aus dem Zweiten Weltkrieg im Gleisbett in Höhe von Jockgrim verlängerten sich die Bauarbeiten um eine Woche. Während der Osterferien 2010 war die Strecke ebenfalls komplett gesperrt. Zu dieser Zeit wurden die Bahnsteige teilweise erneuert und mit der Elektrifizierung begonnen. Ferner war die Strecke vom 5. Juli 2010 bis zum 12. Dezember 2010 wegen der Bauarbeiten gesperrt.
Nur von kurzer Dauer war die Führung eines Intercity-Zugpaares Karlsruhe–Frankfurt in den Fahrplanjahren 2011 bis 2014 via Speyer und Worms, das sich insbesondere an Fern-Pendler richtete.
Im Jahr 2022 wurde die Strecke mit einem elektronischen Stellwerk ausgestattet, das die Altstellwerke in Wörth, Germersheim und Speyer ersetzte. In diesem Zusammenhang wurde die Streckenkapazität durch die Aufstellung zusätzlicher Blocksignale erhöht.

### Chronik der Elektrifizierung
- 3. November 2003: Schifferstadt – Speyer
- 4. Oktober 2006: Speyer – Germersheim
- 30. November 2010: Germersheim – Wörth
- 11. Dezember 2011: Germersheim – Graben-Neudorf

## Streckenverlauf
Die rund 50 km lange Eisenbahnstrecke beginnt in Schifferstadt, wo sie (von Ludwigshafen aus gesehen) links von der Pfälzischen Ludwigsbahn abzweigt. Sie verläuft zunächst gradlinig südöstlich am Stadtrand von Schifferstadt entlang und durch den Speyerer Wald zwischen Schifferstadt und Speyer. Daraufhin erreicht sie das Stadtgebiet von Speyer, in dem sie zunächst nach einigen hundert Metern einen Knick nach Süden macht, indem die dort noch als Gleisanschluss genutzte Bahnstrecke Heidelberg–Speyer in sie einmündet.
Noch im Stadtgebiet von Speyer macht sie einen erneuten Knick nach Südwesten, um fast gradlinig an der Gemeinde Römerberg vorbeizuführen, deren Bebauungsgebiet sie westlich begrenzt. Kurz vor Lingenfeld macht sie eine Linkskurve und verläuft dann in südlicher Richtung zwischen der Bebauung von Lingenfeld und dem Lingenfelder Altrhein. Auf diesem Weg gesellt sich von rechts in Gegenrichtung kommend die stillgelegte Bahnstrecke Germersheim–Landau zu ihr, die bis zum Erreichen von Germersheim linksseitig parallel zu ihr verläuft.
In Germersheim selbst ist ihr Verlauf ungewöhnlich: Hinter der Ausfahrt des Bahnhofs macht sie eine S-förmige Doppelkurve und verläuft östlich um die Altstadt herum, statt das Stadtgebiet von Germersheim direkt in südlicher Richtung zu durchschneiden (die Altstadt liegt weit genug östlich, so dass dies historisch betrachtet möglich gewesen wäre). Etwa bei der Hälfte des Weges nach Süden zweigt die bis dahin parallel verlaufende Bruhrainbahn links von ihr in Richtung Rhein ab. Die Speyerer Linie macht eine erneute S-Kurve und lässt so Germersheim hinter sich.
Danach erreicht sie den Germersheimer Stadtteil Sondernheim, an dessen südlichem Ende sie einen Knick nach Westen nach Bellheim macht. Dort ändert sie erneut ihre Fahrtrichtung nach Süden und läuft auf Rülzheim zu. Am nordwestlichen Ende des Dorfgebietes macht sie eine langgezogene S-Kurve und verläuft danach weiter südlich, durchschneidet Rheinzabern und Jockgrim, und mündet in Wörth am Rhein in die Bahnstrecke Winden–Karlsruhe ein. Sie nimmt mit der Bienwaldbahn ihre Fortsetzung Richtung Lauterbourg.

## Betriebsstellen

### Schifferstadt

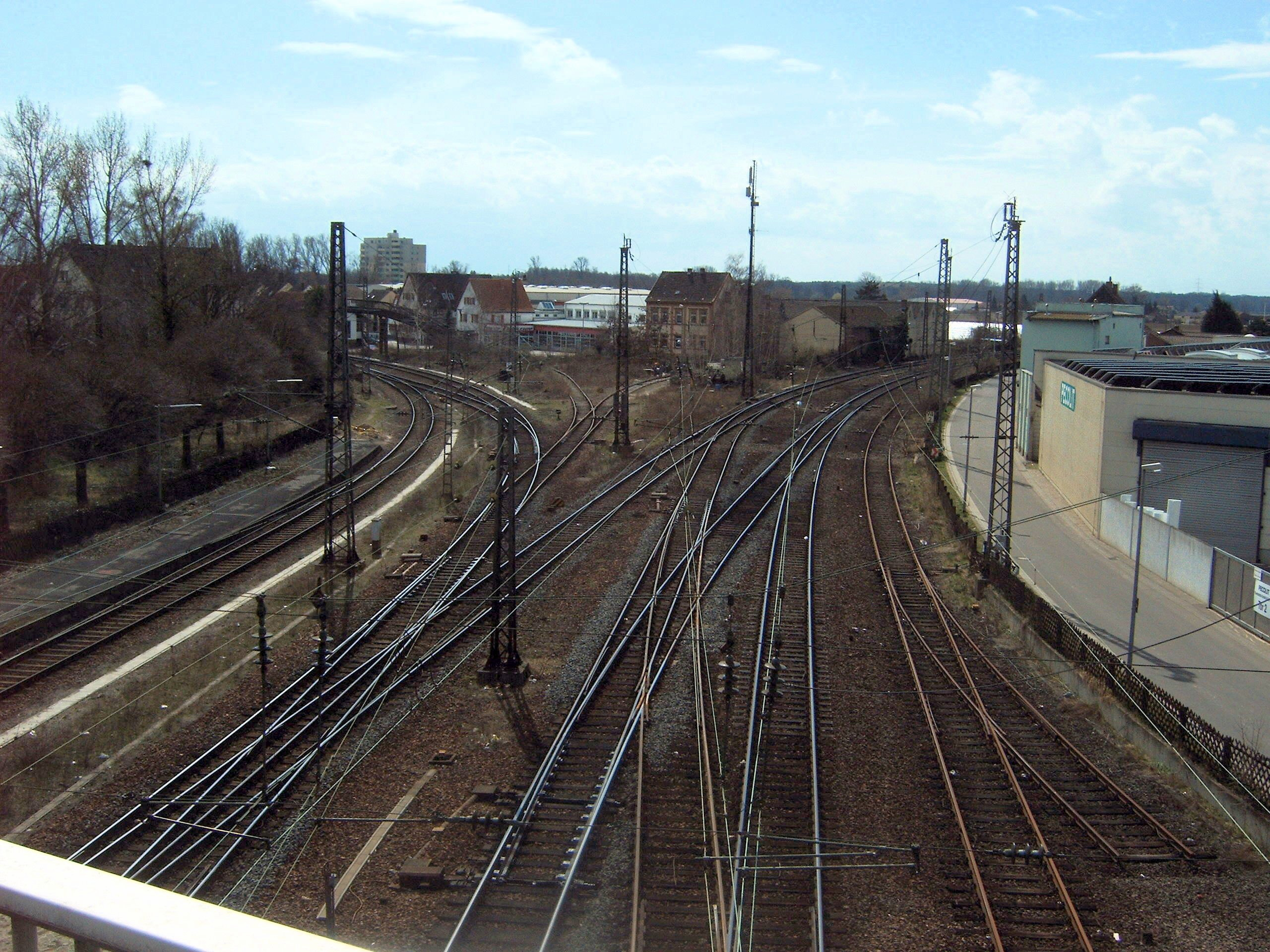
Bahnhof Schifferstadt: Die Speyerer Linie (links) zweigt von der Pfälzischen Ludwigsbahn (rechts) ab.

Der Bahnhof Schifferstadt ist Ausgangspunkt der Bahnstrecke Schifferstadt–Wörth. Er befindet sich am nordwestlichen Stadtrand von Schifferstadt. Zeitgleich mit dem Ludwigsbahn-Abschnitt Rheinschanze–Neustadt wurde die Stichstrecke nach Speyer eröffnet, womit Schifferstadt der erste Eisenbahnknotenpunkt innerhalb der Pfalz wurde.

### Schifferstadt Süd
Der Haltepunkt Schifferstadt Süd befindet sich am südlichen Stadtrand von Schifferstadt, bedient auch ein Schulzentrum und ging am 5. Dezember 1949 in Betrieb.

### Speyer Nord-West
Der Haltepunkt Speyer Nord-West bindet die Stadtteile Speyer-Nord und Speyer-West an das Eisenbahnnetz an.

### Speyer Hauptbahnhof

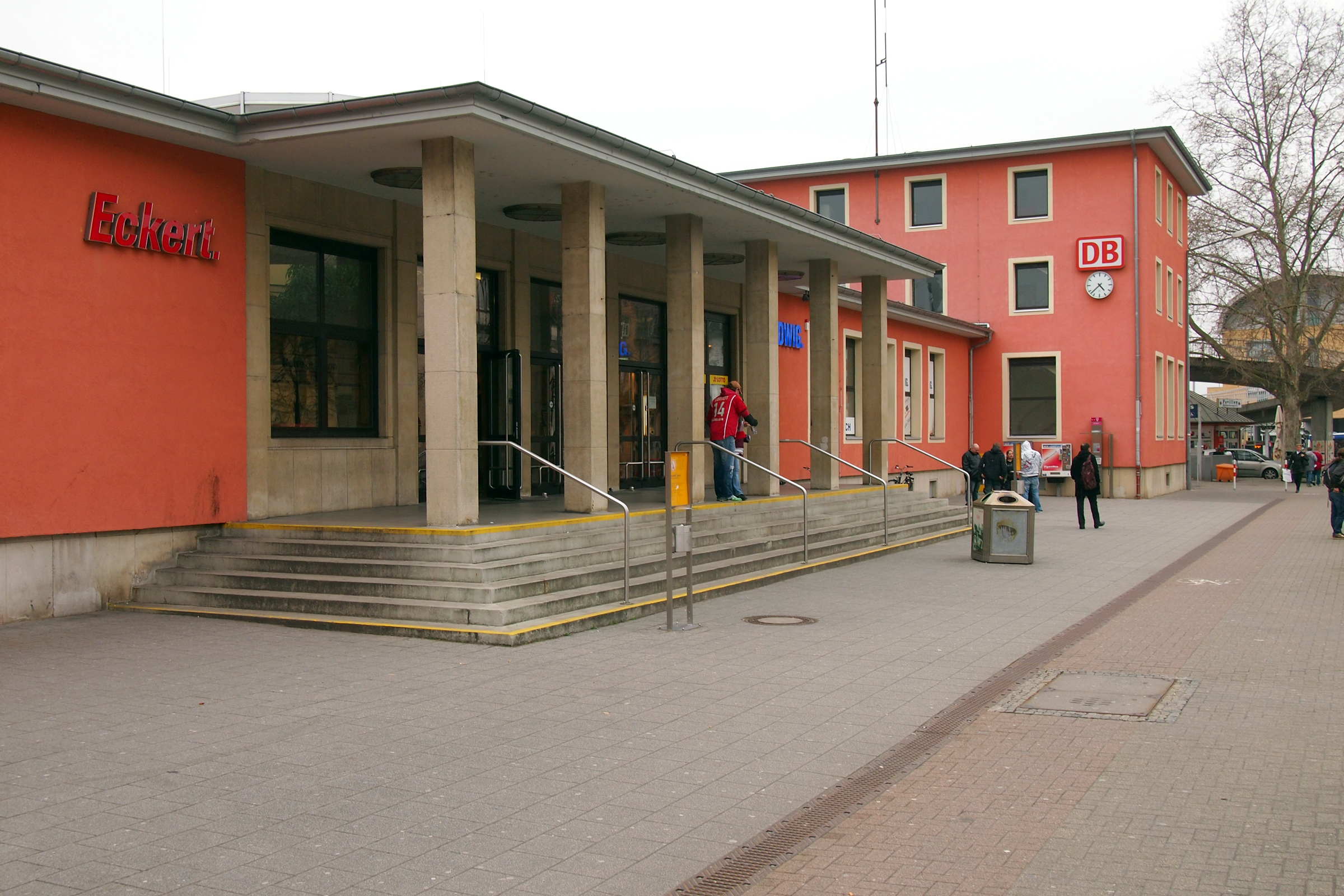
Speyer Hauptbahnhof

Von 1847 bis 1864 war der Speyerer Hauptbahnhof Endbahnhof der damaligen in Schifferstadt beginnenden Stichstrecke. Sein Empfangsgebäude wurde im Zweiten Weltkrieg zerstört, weshalb er Ende der 1950er Jahre ein neues erhielt. Der frühere Güterschuppen ist noch erhalten und befindet sich südlich des Bahnhofsgebäudes. Für den Bahnbetrieb hat er jedoch trotz des nach wie vor stattfindenden Güterverkehrs keine Bedeutung mehr und wurde nach längerem Leerstand von „Denn’s Biomarkt“ renoviert und als Einkaufsmarkt genutzt.

### Speyer Süd
Im Süden der Stadt Speyer soll im Rahmen des „Rheinland-Pfalz-Taktes 2015“ und der zweiten Ausbaustufe der S-Bahn Rhein-Neckar der zusätzliche Haltepunkt Speyer Süd entstehen. Nach zehnjähriger Verzögerung beschloss der Speyerer Stadtrat im August 2012, den Haltepunkt auf Höhe der Dr.-von-Hörmann-Straße in unmittelbarer Nähe des Sondergebietes Speyer-Südwest zu errichten.

### Berghausen (Pfalz)
Der frühere Bahnhof und jetzige Haltepunkt Berghausen (Pfalz) befindet sich am westlichen Rand von Berghausen, einem Ortsteil von Römerberg. Das frühere Empfangsgebäude sowie der Güterschuppen haben für den Bahnbetrieb keine Bedeutung mehr.

### Heiligenstein (Pfalz)
Der frühere Bahnhof und jetzige Haltepunkt Heiligenstein (Pfalz) befindet sich am westlichen Rand von Heiligenstein, einem Ortsteil von Römerberg. Das frühere Empfangsgebäude sowie der Güterschuppen haben für den Bahnbetrieb keine Bedeutung mehr. Er wird morgens um 06:26 Uhr vom SÜWEX nach Frankfurt bedient. Ansonsten halten hier die Linien S1, S2, S3, S4 und S33 der S-Bahn Rhein-Neckar.

### Lingenfeld
Der frühere Bahnhof Lingenfeld wurde mittlerweile zu einem Haltepunkt zurückgebaut. Er liegt am nordöstlichen Ortsrand und hat durch größere Ortserweiterungen, die fast ausschließlich im Süden erfolgten, im Laufe der Zeit an Zentralität eingebüßt. Sein Empfangsgebäude hat – genau wie die Güterhalle – für den Bahnbetrieb keine Bedeutung mehr. Die ebenfalls durch Lingenfeld verlaufende Bahnstrecke Germersheim–Landau hatte nie einen Haltepunkt in diesem Dorf, obwohl sie es zentral durchquerte.

### Germersheim

Ansicht des Bahnhofs von der Gleisseite ca. 1905

Der Bahnhof Germersheim ist ein ehemals doppelter, heute aber nur noch einfacher Trennungsbahnhof, ebenfalls am äußersten Ende der Stadt im Norden. Seine Gleisanlagen befinden sich bereits teilweise auf der Gemarkung von Lingenfeld. Er sorgt für einige Zäsuren im Betrieb. Das ursprüngliche, östlich der Bahngleise liegende Empfangsgebäude steht zudem unter Denkmalschutz. 1864 war er zunächst Endbahnhof, mit Eröffnung der Bahnstrecke Germersheim–Landau wurde er zum Kopfbahnhof. Dieser Zustand änderte sich erst mit Durchbindung der Strecke Schifferstadt–Germersheim nach Wörth in Richtung Süden im Jahre 1876. Ein Jahr später wurde die Bruhrainbahn Bruchsal–Rheinsheim bis nach Germersheim durchgebunden. Dadurch war er zunächst in Ost-West-Richtung ein wichtiger Knotenbahnhof im Fernverkehr, ab 1906 auch in Nord-Süd-Richtung. Als Elsaß-Lothringen nach dem Ersten Weltkrieg an Frankreich zurückfiel, verlor er für den Nord-Süd-Verkehr an Bedeutung. Seit 2006 ist er in das Netz der S-Bahn Rhein-Neckar und seit 2010 in das Netz der Stadtbahn Karlsruhe eingebunden. In diesem Zusammenhang wurden seine Bahnsteige behindertengerecht ausgebaut.

### Germersheim Mitte/Rhein
Der Haltepunkt Germersheim Mitte/Rhein liegt im Osten der Stadt Germersheim und dient als näherer Zugang zur Innenstadt. Er wird auch von den auf der Bruhrainbahn verkehrenden S-Bahnen der S-Bahn Rhein-Neckar bedient. Er wurde Ende 2010 im Zuge der Integration der Strecke Germersheim–Wörth in das Netz der Stadtbahn Karlsruhe errichtet und ist – da die Bruhrainbahn etwas erhöht auf einem Damm verkehrt – wie der Ludwigshafener Hauptbahnhof ähnlich einem kombinierten Keil- und Turmbahnhof angelegt.

### Germersheim Süd/Nolte
Anschließend folgt der Haltepunkt Germersheim Süd/Nolte im Südosten der Stadt Germersheim, der vor allem einen einfachen Zugang zum Hauptproduktionsstandort der Nolte-Gruppe im Südosten von Germersheim darstellt. Er wurde Ende 2010 im Zuge der Integration der Strecke Germersheim–Wörth in das Netz der Stadtbahn Karlsruhe errichtet.

### Sondernheim
Der Haltepunkt Sondernheim liegt im gleichnamigen Stadtteil von Germersheim, zentral im Ortsgebiet. Der Haltepunkt war früher ein Bahnhof, der zum 30. September 1962 aufgegeben wurde. Sein früheres Empfangsgebäude steht unter Denkmalschutz.

### Bellheim Am Mühlbuckel
Der Haltepunkt Bellheim Am Mühlbuckel befindet sich im Nordosten von Bellheim. Er wurde Ende 2010 im Zuge der Integration der Strecke Germersheim–Wörth in das Netz der Stadtbahn Karlsruhe errichtet.

### Bellheim Bahnhof
Der ehemalige Bahnhof und jetzige Haltepunkt Bellheim befindet sich im Südosten von Bellheim. Sein früheres Empfangsgebäude steht zudem unter Denkmalschutz. Früher besaß er ein Anschlussgleis in ein NATO-Tanklager und eines in die Büromöbelfabrik Kardex. Im Zuge der Integration in das Netz der Stadtbahn Karlsruhe wurde der Inselbahnsteig durch einen Seitenbahnsteig ersetzt.

### Rülzheim (Bahnhof und Haltepunkt)
Die Gemeinde Rülzheim besitzt einen Haltepunkt (Rülzheim Bahnhof) in der Mitte der S-Kurve im Norden des Dorfes. Dieser entstand rund 250 Meter nordöstlich des früheren Bahnhofs. Das Empfangsgebäude des ehemaligen Bahnhofs steht zudem unter Denkmalschutz. Es dient heute einem Restaurant. Darüber hinaus ist die frühere Güterhalle noch vorhanden.

### Rülzheim Freizeitzentrum
Der Haltepunkt Rülzheim Freizeitzentrum befindet sich in der Nähe des Erlebnisbades „Moby Dick“. Er wurde Ende 2010 im Zuge der Integration der Strecke Germersheim–Wörth in das Netz der Stadtbahn Karlsruhe errichtet.

### Rheinzabern Bahnhof

Bahnhof Rheinzabern um 1910

Der ehemalige Bahnhof und heutige Haltepunkt Rheinzabern befindet sich im Norden der gleichnamigen Ortsgemeinde.

### Rheinzabern Rappengasse
Der Haltepunkt Rheinzabern Rappengasse befindet sich in der Ortsmitte von Rheinzabern. Er wurde Ende 2010 im Zuge der Integration der Strecke Germersheim–Wörth in das Netz der Stadtbahn Karlsruhe errichtet.

### Rheinzabern Alte Römerstraße
Der Haltepunkt Rheinzabern Alte Römerstraße befindet sich im Süden von Rheinzabern. Er wurde Ende 2010 im Zuge der Integration der Strecke Germersheim–Wörth in das Netz der Stadtbahn Karlsruhe errichtet.

### Jockgrim
Der ehemalige Bahnhof und heutige Haltepunkt Jockgrim befindet sich in der Ortsmitte der gleichnamigen Ortsgemeinde. Sein früheres Empfangsgebäude steht zudem unter Denkmalschutz.

### Wörth (Rhein) Zügelstraße
Der Haltepunkt Wörth (Rhein) Zügelstraße befindet sich im Norden des Stadtgebietes von Wörth am Rhein unweit der Trennung der Bahnstrecke Schifferstadt–Wörth von der Strecke nach Winden. Seine Inbetriebnahme erfolgte zum turnusgemäßen Fahrplanwechsel 2011/2012 am 10. Dezember 2011 und damit erst ein Jahr nach der Eröffnung des Stadtbahnbetriebes zwischen Wörth und Germersheim.

### Wörth (Rhein)
Der Bahnhof Wörth (Rhein) befindet sich südöstlich der Kernstadt von Wörth. Ursprünglich hieß er Wörth i/Pfalz. Er wurde 1864 als Durchgangsbahnhof der Bahnstrecke Winden–Karlsruhe eröffnet. Als die Strecke Schifferstadt–Germersheim 1876 nach Wörth durchgebunden wurde und gleichzeitig als deren unmittelbare Fortsetzung die Strecke nach Straßburg freigegeben wurde, war er dadurch zum Eisenbahnknotenpunkt geworden. Das Empfangsgebäude steht zudem unter Denkmalschutz.

## Betrieb

### Personenverkehr
Die Strecke wird heute größtenteils als Personenverkehrsstrecke betrieben. In den 1950er Jahren kamen hierbei Triebwagen der Baureihe 33.2 aus Landau zum Einsatz.
Betrieblich teilt sich die Strecke in den Abschnitt Schifferstadt–Germersheim und den Abschnitt Germersheim–Wörth: Die S-Bahn Rhein-Neckar bietet die Linien S3 Karlsruhe – Wörth – Bellheim -Germersheim–Schifferstadt–Ludwigshafen–Mannheim–Heidelberg–Bruchsal–Karlsruhe Hbf und S4 Germersheim–Schifferstadt–Ludwigshafen–Mannheim–Heidelberg–Bruchsal mit einem gemeinsamen annähernden Halbstundentakt (jede ist für sich stündlich getaktet). Dort fahren Elektrotriebzüge der Baureihe 425.2. Zwischen Germersheim und Wörth verkehren Zweisystemtriebwagen der Baureihen GT8-100D/2S-M und ET 2010 mindestens im Stundentakt als Stadtbahnlinien S51 (Germersheim – Wörth (Rhein) – Karlsruhe Rheinbergstraße – Karlsruhe Marktplatz – Karlsruhe-Durlach (tief) – Berghausen (Baden) – Söllingen (- Pforzheim Hbf)) und in der Hauptverkehrszeit als S52 (Germersheim – Wörth (Rhein) – Karlsruhe West – Karlsruhe Albtalbahnhof – Karlsruhe Hauptbahnhof (Vorplatz) – Karlsruhe Marktplatz (Pyramide)).
Weiterhin verkehrt die Regional-Express-Linie RE 4 von Mainz Hauptbahnhof nach Karlsruhe Hauptbahnhof zweistündlich über die Bahnstrecke Schifferstadt–Wörth. Diese bedient nur die Bahnhöfe Schifferstadt, Speyer Hbf und Germersheim. In Germersheim wechseln die Züge auf die Bruhrainbahn nach Graben-Neudorf über. Eingesetzt wurden hier – wie bei der S-Bahn Rhein-Neckar – Triebzüge der Baureihe 425. Seit März 2015 kommen bei dieser Verbindung, die jetzt Teil des neuen Süwex-Netzes ist, Triebzüge der Baureihe 429 Stadler Flirt zum Einsatz.
Zum Fahrplanwechsel im Dezember 2023 wurde die Stadtbahnlinie S52 der Albtal-Verkehrs-Gesellschaft bis auf wenige Fahrten morgens und nachmittags durch die Linie S3 der S-Bahn Rhein-Neckar ersetzt. Die Linie S3 verkehrt dann im Stundentakt zwischen Karlsruhe und Germersheim und vergrößert so das Angebot auf dem Streckenabschnitt.

### Güterverkehr
Güterverkehr findet durch DB Cargo und weitere private Eisenbahnverkehrsunternehmen statt. Hierbei werden vor allem die Häfen von Speyer, Germersheim und Wörth bedient; weiterhin verkehren durchgehende Züge, hauptsächlich zur Mineralölraffinerie Oberrhein in Karlsruhe und zur BASF. Die übrigen Bahnhöfe spielen diesbezüglich keine Rolle mehr. In Bellheim besaß ein NATO-Tanklager einst ein Anschlussgleis, welches reaktiviert werden soll.

## Fahrzeugeinsatz
Zuständig für den Fahrzeugeinsatz war vor allem das Bahnbetriebswerk Ludwigshafen.